# Georg von Merenberg

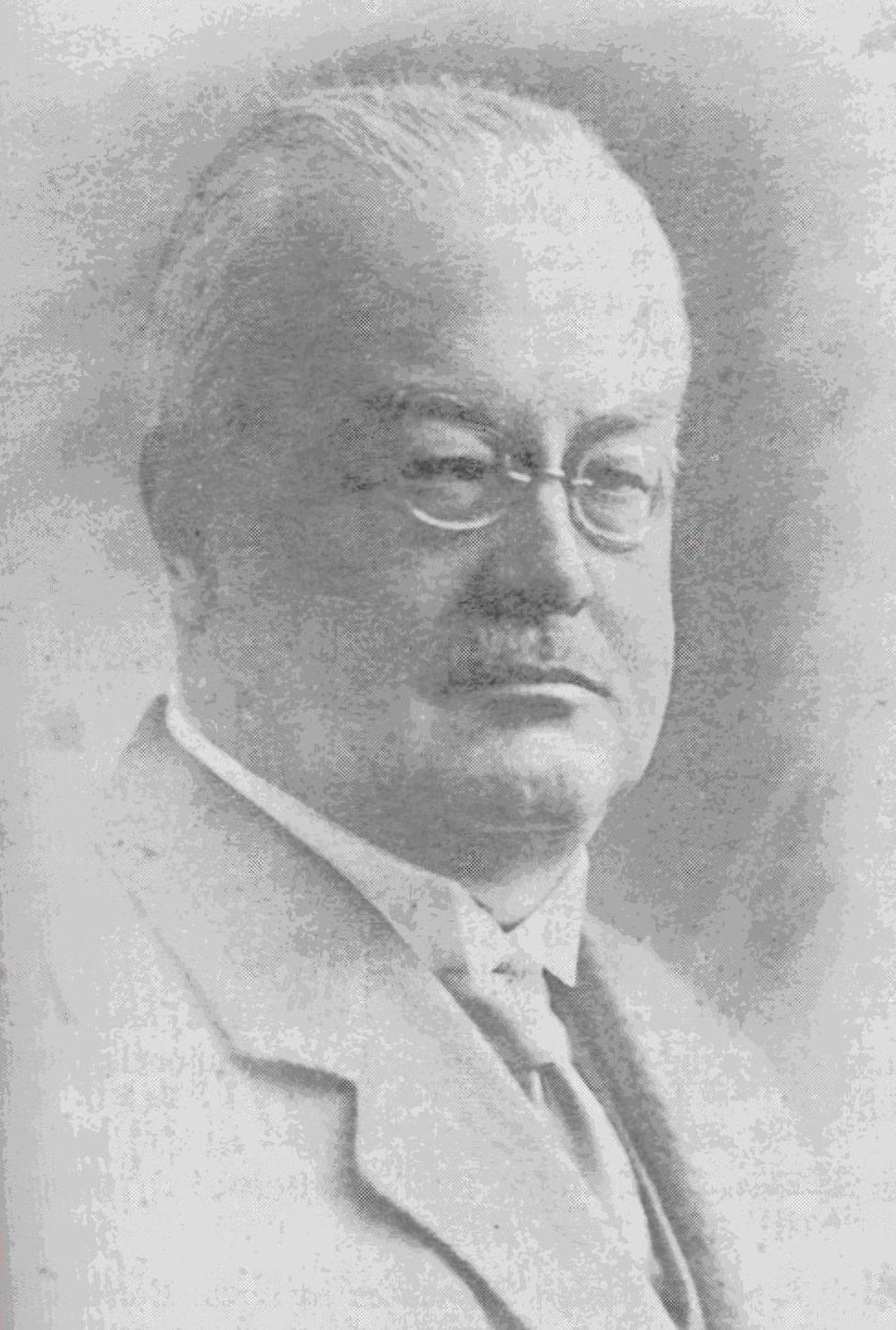
Georg Nikolaus Graf von Merenberg

Georg Nikolaus Graf von Merenberg (* 13. Februar 1871 in Wiesbaden; † 31. Mai 1948 ebenda) war eines von drei Kindern des Prinzen Nikolaus Wilhelm zu Nassau – des Halbbruders des letzten Herzogs von Nassau und späteren Großherzogs von Luxemburg, Adolph – und der Gräfin Natalie von Merenberg, geb. Natalia Puschkina (*23. Maijul. / 4. Juni 1836greg.; † 10. Märzjul. / 23. März 1913greg.), Tochter des russischen Dichters Alexander Sergejewitsch Puschkin. Seine Großeltern väterlicherseits waren Herzog Wilhelm von Nassau und seine zweite Gemahlin Prinzessin Pauline von Württemberg.
Bekannt wurde der Name Merenberg Anfang des letzten Jahrhunderts durch die politische Affäre Merenberg.

## Ehe und Familie
Graf Georg Nikolaus von Merenberg war mit der Prinzessin Olga Alexandrowna Jurjewskaja (* 8. November 1873; † 10. August 1925) – der Tochter des russischen Zaren Alexander II. und seiner zweiten Ehefrau Katharina Dolgorukaja, der er den Titel einer Fürstin Jurjewski verliehen hatte –, verheiratet.
Das Paar hatte folgende Kinder:
1. Alexander Nicolas Adolph Michel Georges Graf von Merenberg (1896–1897)
2. Georg Graf von Merenberg (* 16. Oktober 1897 in Hannover; † 11. Januar 1965 in Mainz)
⚭ 7. Januar 1926 in Budapest Paulette von Koyer de Györgyo-Szent-Miklossy, geschieden 13. Juli 1928,
⚭ 27. Juli 1940 in Schroda Elisabeth Anne Müller-Uri (* 1. Juli 1903 in Wiesbaden; † 18. November 1963 Wiesbaden)
Tochter aus 2. Ehe:
Clotilde Elisabeth Gräfin von Merenberg, verh. von Rintelen (* 14. Mai 1941 in Wiesbaden)
⚭ 25. Mai 1965 in Wiesbaden Enno von Rintelen (* 9. November 1921 in Berlin)
Kinder aus dieser Ehe:
Alexander Enno von Rintelen (* 23. März 1966 in Wiesbaden)
Nikolaus von Rintelen (* 29. Juni 1970 in Wiesbaden)
⚭ 30. Juni 2007 Olivia Minninger (* 27. August 1969 in Köln)
Kinder aus dieser Ehe:
Julian von Rintelen (* 7. Januar 2003 in München)
Nicolai von Rintelen (* 17. November 2006 in München)
Gregor von Rintelen (* 13. August 1972 in Wiesbaden)
⚭ 2002 Jane Gräfin zu Bentheim-Tecklenburg-Rheda-Prill (* 18. Mai 1973 in Wiesbaden)
Kind aus dieser Ehe:
Frederick von Rintelen (* 11. Dezember 2006)
3. Olga Katharina Adda Gräfin von Merenberg (* 3. Oktober 1898 in Wiesbaden; † 15. September 1983 in Bottmingen bei Basel), ⚭ 14. November 1923 in Wiesbaden Graf Michael Loris-Melikow (* 16. Juni 1900 in Zarskoje Selo; † 2. Oktober 1980 in Bottmingen)
Da keine männlichen Nachkommen mehr leben und die weiblichen Nachkommen andere Namen angenommen haben, ist der Adelsname „Graf von Merenberg“ faktisch nicht mehr vorhanden. Er kann lediglich noch als zusätzlicher Adelsname genannt werden.

## Affäre Merenberg
Vor dem Ersten Weltkrieg kam es in der walramischen Linie des Hauses Nassau zur „Affäre Merenberg“, einem Erbstreit, der hochpolitische Implikationen hatte, da es nicht nur um viel Geld, sondern auch um die Erbfolge in Luxemburg ging. Die Kontrahenten, Prinz Nikolaus Wilhelm von Nassau und sein Sohn Graf Georg Nikolaus von Merenberg als Kläger sowie Großherzog Adolph I. von Luxemburg und dessen Sohn Wilhelm IV. als Beklagte trugen den Streit leidenschaftlich und mit allen Mitteln aus.

### Vorgeschichte
Prinz Nikolaus Wilhelm von Nassau (* 20. September 1832; † 17. September 1905) hatte 1856 als Vertreter seines Halbbruders, des damals regierenden Herzogs Adolph von Nassau, an den Krönungsfeierlichkeiten von Zar Alexander II. teilgenommen. Am Zarenhof lernte er Natalia Alexandrowna Puschkina (* 4. April 1836; † 23. März 1913) kennen, die Tochter des  russischen Dichters Alexander Puschkin. Sie war unglücklich mit einem Flügeladjutanten des Zaren, General Michail Leontiewitsch von Dubelt, verheiratet, mit dem sie drei Kinder hatte. 1867 verließ sie ihre Familie von einem Tag auf den anderen, um Nikolaus von Nassau in seine Heimat zu folgen. Am 18. Mai 1868 wurde sie von ihrem Ehemann geschieden.

### Prinz Nikolaus Wilhelms Ehe
Obwohl der Chef des Hauses Nassau, Herzog Adolph, der geplanten Ehe seines Bruders mit Natalia Alexandrowna den nötigen Dispens verweigerte, heiratete das Paar am 1. Juli 1868. In den Folgejahren wurden ihm die zwei Töchter Sophie (1868–1927) und Alexandra (1869) sowie der Sohn Georg Nikolaus (1871) geboren. Da es sich bei der Verbindung nach Ansicht Herzog Adolphs um eine morganatische Ehe handelte, verlor Prinz Nikolaus Wilhelm seine Anwartschaft auf die Nachfolge seines Halbbruders, und weder seine Frau noch seine Kinder durften den Titel Prinz bzw. Prinzessin von Nassau führen. Prinz Nikolaus Wilhelm focht dies zunächst nicht an, da das Herzogtum Nassau infolge des  Deutschen Krieges 1866 von Preußen annektiert und in die Provinz Hessen-Nassau eingegliedert worden war. Herzog Adolph, der zwar immer noch Chef des Hauses, nun aber kein regierender Fürst mehr war, lebte seither im Exil. Nach der damaligen Lage der Dinge konnte Nikolaus Wilhelms Ausschluss von der Erbfolge also kaum rechtliche Konsequenzen haben. Unmittelbar vor der Hochzeit mit Natalia Alexandrowna hatte er seinen Schwager Georg Viktor von Waldeck-Pyrmont bewogen, seiner künftigen Frau einen deutschen Adelstitel zu verleihen. So erhielt sie am 30. Juni 1868  für sich und ihre leiblichen Kinder den Titel „Gräfin“ bzw. „Graf von Merenberg“.

### Der Rechtsstreit
Im Jahr 1890 jedoch erbte Herzog Adolph nach den Bestimmungen des Nassauischen Erbvereins den Thron des Großherzogtums Luxemburg von der ottonischen Linie seines Hauses. Damit wurde er zum Oberhaupt eines souveränen europäischen Staates. Prinz Nikolaus sah darin eine Chance, sich und seinen Kindern die Zukunft zu sichern. Er wurde nun aktiv, um seine Ansprüche durchzusetzen, zumal der Thronfolger, Adolphs Sohn Wilhelm, ausschließlich weibliche Erben hatte, sechs Töchter. Seine Linie drohte also im Mannesstamm auszusterben. Prinz Nikolaus erklärte schon damals, dass er auch als letzter Überlebender der Linie auf alle Rechte an der Krone freiwillig verzichten würde, wenn ihm in männlicher „Deszendenz“ Name und Würde des Hauses Nassau zufallen würden. Somit hätten die Grafen und Gräfinnen von Merenberg die Titel Herzöge und Herzoginnen von Nassau führen können. Dies jedoch lehnte Adolph ab, da die Nachkommen seines Halbbruders aus einer „nicht ebenbürtigen“ Verbindung stammten. Unklar blieb bis zu Adolphs Tod, wie er zu dieser Einschätzung gelangt war. Hierzu gibt es zwei Thesen: Zum einen könnten Zweifel darüber bestanden haben, ob Natalia Alexandrowna tatsächlich rechtskräftig geschieden war, da sie eine entsprechende Urkunde nicht beibringen konnte, zum anderen könnte das Adelshaus, dem sie entstammte, in Adolphs Augen von zu niedrigem Rang gewesen sein.
Staatsminister Eyschen meinte, dass der Großherzog vielleicht durch seine verweigernde Haltung seinen eigenen Nachkommen die Möglichkeit der Erbfolge versperre. Großherzog Adolph soll damals gesagt haben: „Die Vorsehung wird entscheiden.“ Als Prinz Nikolaus von Nassau im Jahre 1905 starb, hatte er den Widerstand Großherzog Adolphs nicht zu brechen vermocht. Als auch dieser kurze Zeit später verstarb, trat Georg von Merenberg, der 34 Jahre alte Sohn von Prinz Nikolaus, in die Fußstapfen seines Vaters. Er stritt sich nun mit seinem Cousin, Großherzog Wilhelm von Luxemburg, um die Erbfolge in Luxemburg.
Es gab seinerzeit drei Rechtsgutachten:
1. Prof. Dr. Zöpfl und Prof. Dr. Rehm meinten, dass Georg von Merenberg keine Rechte besäße, da die Ehe seines Vaters nicht ebenbürtig war. Da auch der Konsens des Hauschefs, Herzog Adolphs gefehlt habe, sei sie morganatisch.
2. Dieser Auffassung war auch die luxemburgische Regierung, gestützt auf ein Gutachten des Staatsrates.
3. Justizrat Max Silberstein, beauftragter Gutachter des Grafen Georg Nikolaus von Merenberg, teilte diese Ansichten nicht und behauptete, dass sein Mandant nach dem Nassauischen Erbvertrag als letzter männlicher Abkömmling den Cognaten, also der weiblichen Erbfolge, vorgehe.

Gestützt auf das Rechtsgutachten von Max Silberstein klagte Graf Georg Nikolaus von Merenberg vor einem deutschen Gericht um das Verfügungsrecht über das Nassauische Hausvermögen und machte seine Thronfolgeansprüche geltend. Außerdem wandte er sich an das Parlament und die Regierung in Luxemburg und machte dort seine Thronfolgeansprüche geltend. Zustimmung dabei erfuhr er durch die sozialistische Fraktion der Landeskammer, der es jedoch weniger um die Ansprüche des Merenbergers als um die Schwächung der Dynastie ging.
Großherzog Wilhelm wollte daher die Erbfolge auf ein „breites Fundament“ für seine Kinder bauen und veranlasste, dass durch Änderung des Nassauischen Hausgesetzes die Thronfolge in der Familie des Großherzogs bliebe und das Nassauische Hausvermögen mit der Krone des Großherzogtums vereint würde.

### Die Folgen
Am 5. Juli 1907 stimmte die luxemburgische Kammer mit 41 zu 7 Stimmen für das nassauische Hausgesetz, das festlegte, dass die Thronfolge künftig in der Familie Wilhelms erblich und das nassauische Hausvermögen unzertrennlich mit der Krone Luxemburgs verbunden sei. Zugleich wurde, abweichend vom bisher geltenden Salischen Recht, die weibliche Thronfolge zugelassen. Hierdurch war der Anspruch der ältesten Tochter Wilhelms auf den luxemburgischen Thron endgültig gesichert. Georg von Merenberg zog daraufhin seine Klage vor dem Wiesbadener Gericht zurück, so dass der Fall endgültig ad acta gelegt werden konnte. Der luxemburgische Hof honorierte dieses Verhalten und erklärte sich bereit, dem bis dahin so hartnäckigen Widersacher eine Jahresrente in Höhe von 40.000 Goldmark zu gewähren. Georg von Merenberg kam noch sehr lange in den Genuss dieser Zuwendung, da er erst 1948 im Alter von 77 Jahren verstarb. Bis dahin hatte er Renten in einer Gesamthöhe von rund 1.600.000 Goldmark oder Folgewährungen erhalten.